# Butenafina
La  butenafina  è il principio attivo di indicazione specifica contro le forme di Tinea, non disponibile in Italia.

## Indicazioni
Viene utilizzato in trattamenti dermatologici per contrastare le forme di tinea (tinea e tinea pedis).

## Meccanismo di azione
La butenafina è un potente fungicida, non permette la sintesi dell'ergosterolo.

## Dosaggi
In via topica:
- Tinea cruris, un'applicazione al giorno (durata trattamento 14 giorni)
- Tinea pedis, due applicazioni al giorno (durata trattamento 7 giorni), in alternativa si può applicare una volta sola al giorno, ma in tal caso la durata della somministrazione aumenta fino ad alcune settimane.

## Controindicazioni
Sconsigliato in soggetti con ipersensibilità nota al farmaco o alla terbinafina

## Effetti indesiderati
Fra gli effetti indesiderati ritroviamo bruciore, ematuria, prurito, dermatite da contatto, dolore, irritazione.